# Aleochara gaudiuscula
Aleochara gaudiuscula är en skalbaggsart som beskrevs av Tottenham 1939. Aleochara gaudiuscula ingår i släktet Aleochara, och familjen kortvingar. Arten förekommer tillfälligt i Sverige, men reproducerar sig inte.